# Dungeon Hunter
Dungeon Hunter é uma série de jogos eletrônicos de RPG de ação ambientados em um universo de aventura e fantasia, desenvolvido e publicado pela Gameloft para dispositivos móveis, PCs, consoles e outras plataformas. O jogo é uma das franquias bem conhecidas e antigas da Gameloft juntamente com autras séries de jogos da empresa como: Modern Combat, Gangstar e Asplhalt.

## Série Principal
- 2009: Dungeon Hunter (iOS, Android)[1][2]
- 2010: Dungeon Hunter 2 (iOS, Android)[3][4][5]
- 2011: Dungeon Hunter 3 (iOS, Android, celular)[6][7]
- 2013: Dungeon Hunter 4 (iOS, Android)[8][9]
- 2015: Dungeon Hunter 5 (iOS, Android, Windows, PlayStation Vita, PlayStation 4)[10][11]
- 2023: Dungeon Hunter 6 (iOS, Android)

## Jogos derivados da Série
- 2011: Dungeon Hunter: Alliance, publicado pela Ubisoft (PlayStation Vita, PlayStation 4).
- 2018: Campeões de Dungeon Hunter (iOS, Android)